# Ricard I de Borgonya
Ricard I de Borgonya dit el Justicier (858 - 921, va ser un gran senyor feudal, a l'origen de la primera casa dels ducs de Borgonya. Era membre de la família dels bivínides. El seu germà era el famós Bosó de Provença i la seva germana Riquilda d'Ardenes va ser la concubina i la segona esposa (870) del rei de França Carles II el Calb. El seu pare seria el bosonida Biví de Viena.
Ricard es va casar amb Adelaida de Borgonya, filla del güelf Conrad II de Borgonya, duc de Borgonya Transjurana o Imperial, que va aportar en el seu dot el comtat d'auxerre.

## Família

### Ancestres
```
┌─ 
Bosó l'Antic
 (?- ~ 
855
), comte a Itàlia.
┌─ 
Biví de Viena
 (
822
-
877
), abat laic de 
Gorze
.
│ └─ Engeltruda (?-?).
│

Ricard el Justicier

│
│ ┌─ X
└─ X
└─ X
```

### Descendents
```
Ricard el Justicier

casat el 
888
 amb Adelaida (filla de 
Conrad II de Borgonya
, duc de Borgonya Transjurana)
│
├─
Raül de França
 (
890
-
936
), comte d'Auxerre i duc de la Borgonya Superior o Alta Borgonya
│ rei de França (
923
-
936
).
│
├─
Hug el Negre
 (
891
-
952
), duc de Borgonya (
936
).
│ 
└─
Bosó
 (895-935).
```

Es casà l'any 888 Adelaida d'Auxerre, filla de Conrad II d'Auxerre o de Borgonya i d'Ermetruda d'Alsàcia. D'aquest matrimoni nasqueren, entre altres:
- Raül I de França (890-936), rei de França i duc de Borgonya
- Hug el Negre (891-952), duc de Borgonya
- Bosó (mort el 935)
- Ermengarda de Borgonya, casada amb Gilbert de Chalon, duc de Borgonya
- Adelaida de Borgonya, casada amb Renyer II d'Hainaut[4]
- Riquilda de Borgonya, casada amb Letald I de Macon[5]
- Wil·la de Borgonya ?[nota 2]
- fill il·legítim: Gebuí comte de Dijon i Atuyer

### Relacions de parentiu amb la reialesa
D'acord amb els matrimonis dels seus germans, Robert estava estretament relacionat amb els reis carolingis.
|  |  |                                 |                                 |                                 |                                 |                                 |                                 |                                                   |                                                   |                                                   |                                                   | Biví de Vienne                                    |                                                   |                                |                                |                                |                                |  |  |  |  |                                |                                |                                |                                |                                |                                |                    |                    |                    |                    |                    |                    |  |  |  |  |                              |                              |                              |                              |                              |                              |  |  |  |  |  |  |  |  |  |  |  |  |  |  |  |  |  |  |  |  |
|  |  |                                 |                                 |                                 |                                 |                                 |                                 |                                                   |                                                   |                                                   |                                                   |                                                   |                                                   |                                |                                |                                |                                |  |  |  |  |                                |                                |                                |                                |                                |                                |                    |                    |                    |                    |                    |                    |  |  |  |  |                              |                              |                              |                              |                              |                              |  |  |  |  |  |  |  |  |  |  |  |  |  |  |  |  |  |  |  |  |
|  |  |                                 |                                 |                                 |                                 |                                 |                                 |                                                   |                                                   |                                                   |                                                   |                                                   |                                                   |                                |                                |                                |                                |  |  |  |  |                                |                                |                                |                                |                                |                                |                    |                    |                    |                    |                    |                    |  |  |  |  |                              |                              |                              |                              |                              |                              |  |  |  |  |  |  |  |  |  |  |  |  |  |  |  |  |  |  |  |  |
|  |  |                                 |                                 |                                 |                                 |                                 |                                 |                                                   |                                                   |                                                   |                                                   |                                                   |                                                   |                                |                                |                                |                                |  |  |  |  |                                |                                |                                |                                |                                |                                |                    |                    |                    |                    |                    |                    |  |  |  |  |                              |                              |                              |                              |                              |                              |  |  |  |  |  |  |  |  |  |  |  |  |  |  |  |  |  |  |  |  |
|  |  | Bosó rei de Borgonya casat amb: | Bosó rei de Borgonya casat amb: | Bosó rei de Borgonya casat amb: | Bosó rei de Borgonya casat amb: | Bosó rei de Borgonya casat amb: | Bosó rei de Borgonya casat amb: |                                                   |                                                   |                                                   |                                                   | Ricard el Justicier casat amb:                    | Ricard el Justicier casat amb:                    | Ricard el Justicier casat amb: | Ricard el Justicier casat amb: | Ricard el Justicier casat amb: | Ricard el Justicier casat amb: |  |  |  |  | Riquilda d'Auxerre casada amb: | Riquilda d'Auxerre casada amb: | Riquilda d'Auxerre casada amb: | Riquilda d'Auxerre casada amb: | Riquilda d'Auxerre casada amb: | Riquilda d'Auxerre casada amb: |                    |                    |                    |                    |                    |                    |  |  |  |  |                              |                              |                              |                              |                              |                              |  |  |  |  |  |  |  |  |  |  |  |  |  |  |  |  |  |  |  |  |
|  |  | Bosó rei de Borgonya casat amb: | Bosó rei de Borgonya casat amb: | Bosó rei de Borgonya casat amb: | Bosó rei de Borgonya casat amb: | Bosó rei de Borgonya casat amb: | Bosó rei de Borgonya casat amb: | Ermengarda de Provença filla de Lluís II d'Itàlia | Ermengarda de Provença filla de Lluís II d'Itàlia | Ermengarda de Provença filla de Lluís II d'Itàlia | Ermengarda de Provença filla de Lluís II d'Itàlia | Ermengarda de Provença filla de Lluís II d'Itàlia | Ermengarda de Provença filla de Lluís II d'Itàlia | Ricard el Justicier casat amb: | Ricard el Justicier casat amb: | Ricard el Justicier casat amb: | Ricard el Justicier casat amb: |  |  |  |  | Riquilda d'Auxerre casada amb: | Riquilda d'Auxerre casada amb: | Riquilda d'Auxerre casada amb: | Riquilda d'Auxerre casada amb: | Riquilda d'Auxerre casada amb: | Riquilda d'Auxerre casada amb: | Adelaida d'Auxerre | Adelaida d'Auxerre | Adelaida d'Auxerre | Adelaida d'Auxerre | Adelaida d'Auxerre | Adelaida d'Auxerre |  |  |  |  | Carles rei dels francs occid | Carles rei dels francs occid | Carles rei dels francs occid | Carles rei dels francs occid | Carles rei dels francs occid | Carles rei dels francs occid |  |  |  |  |  |  |  |  |  |  |  |  |  |  |  |  |  |  |  |  |

## Biografia

### Col·laborador del seu germà
Quan el rei dels francs occidentals va nomenar Bosó duc del Lionès i del Vienès el gener del 871, Ricard estava al costat del seu germà. Aquests i altres càrrecs que va rebre Bosó els va exercir sens dubte amb el suport i ajuda de Ricard. El 875, a la mort de l'emperador Lluís II el Jove, Bosó i Ricard van acompanyar al rei Carles el Calb a Roma per rebre el títol imperial del papa Joan VIII. Llavors el nou emperador va nomenar el seu germà Bosó com a "duc" (càrrec equivalent a governador) de Llombardia i de Provença. El febrer del 876, a Pavia, Carles el Calb abans de retornar a França, va nomenar a Bosó com a virrei d'Itàlia.
El març del 877, Bosó tornà a França, cridat per Carles el Calb, deixant el regne d'Itàlia i el ducat de Provença a Hug l'Abat, fill de Conrad I de Borgonya i nebot de l'emperadriu Judit de Baviera, esposa de l'emperador Lluís I el Pietós. Carles el Calb tingué no obstant cura d'associar Ricard el Justicier amb Hug l'Abat per equilibrar el poder.

### Enfrontament amb Bosó

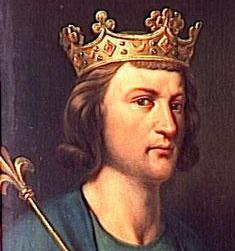
Ricard va preferir fer costat al rei Lluís III, encara que això va suposar enfrontar-se amb el seu germà.

El 880, dedicat de manera sincera i lleial al rei Lluís III de França, va entrar en guerra contra el seu propi germà Bosó proclamat rei de Borgonya l'any anterior (879). El derrotà prop del Saona, va posar una guarnició a Mâcon en nom dels reis Lluís III i Carloman II, i dona el govern d'aquesta ciutat a Bernat Plantapilosa, tronc dels comtes hereditaris de Mâcon. Després d'apoderar-se de Lió, assetjà Viena del Delfinat. Bosó es va refugiar amb les seves tropes a les muntanyes deixant la defensa de la ciutat en mans de la seva esposa Ermengarda. Quan Carles III el Gras va marxar per anar a recollir la corona d'Itàlia, Lluís III i Carloman II van abandonar el setge permetent el retorn de Bosó a la seva capital.
Carles III el Gras, elegit emperador d'Occident, va reprendre la guerra des del mes d'agost del 881. Les tropes del rei Carloman II van retornar al setge de Viena, però assabentat de la mort de son germà Lluís III, produïda el 5 d'agost, va aixecar el setge per anar a recollir la successió. Mentre les tropes de Carles III van arribar a la zona i van aconseguir conquerir la vila que fou saquejada i incendiada. Ricard va agafar sota la seva protecció a la seva cunyada Ermengarda, a la seva neboda Engelberga, i al seu nebot, el futur emperador Lluís III el Cec, i els porta a Autun, mentre que Bosó es refugia a Provença. El 883, rebé el comtat d'Autun, com agraïment pels seus serveis.

### Protector de Lluís el Cec
El 884, a la mort de Carloman II, el qual no havia tingut fills,la corona va passar al seu germanastre menor d'edat Carles el Simple i l'emperador Carles III el Gras fou cridat a exercir la regència de França. Llavors va proposar a Bosó de reconèixer-lo com a rei de Provença sota la simple condició de fer homenatge al rei dels francs. Els drets de Bosó a Provença eren legítims doncs derivaven de la seva dona Ermengarda de Provença filla de Lluís II el Jove (Lluís II rei d'Itàlia i emperador) el qual havia estat sobirà del país i havia mort sense fills mascles. Bosó va acceptar, i va quedar instaurat formalment com a rei a aquesta part de l'antic regne que en part encara mantenia sota el seu control.
Després de la mort de Bosó, l'11 de gener de 887, Ermengarda fou nomenada regenta del Regne de Provença amb l'ajuda de Ricard el Justicier, qui heretava els «honors» de Bosó, de l'arquebisbe de Lió Aurelià, i de Barnoí bisbe de Vienne. Fou Ricard qui de fet va portar el govern. El maig del 877 Ermengarda va portar el seu fill, el futur emperador Lluís III el Cec a l'emperador Carles III el Gras qui, com que no tenia fills, el va adoptar i el va posar sota la seva protecció.

### Victòria sobre els vikings
Portà socors a Carles el Simple en la disputa per la corona contra el comte de París Eudes o Odó. La guerra civil (893-897) la va guanyar l'altre bàndol, el d'Odó, però a la seva mort el 888, Ricard va tornar a fer costat a Carles el Simple. Aquell mateix any en les planures de Saint-Florentin, lloc donat per certs historiadors, on derrotà als vikings, que havien penetrat a Borgonya i havien devastat la ciutat de Bèze. Amb el suport del bisbe Gerà d'Auxerre, va guanyar contra Rol·ló, la decisiva batalla de Chartres el 911 i va fer aixecar el setge de la ciutat.

### Títols i territoris al seu càrrec

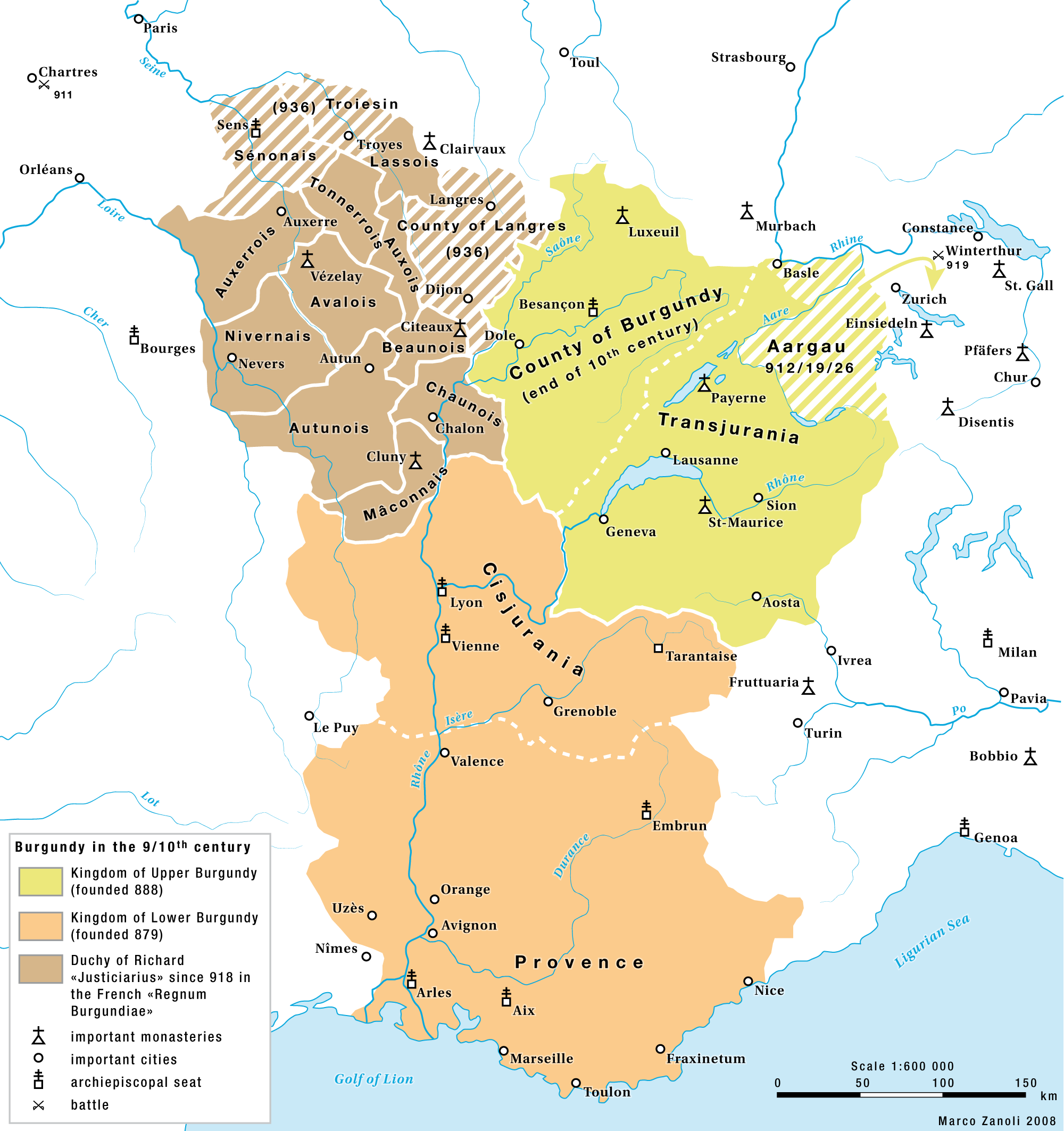
Ducat de Ricard

Els pagus del Ducat de Borgonya al segle IX

Com a duc de Borgonya, va poder exercir una quantitat creixent de poder sobre el seu territori, que comprenia l'Autunais, Beaunois, Avalois, Lassois, Dijonais, Memontois, Atuyer, Oscheret, Auxois, Duesmois, Auxerrois, Nevernais, Chaunois i Massois, la majoria heretats del seu germà Bosó de Provença. Després es va apoderar del comtat de Sens el 894- 895 i prengué el títol d'abat laic de Sainte-Colombe de Sens. Entrà en possessió efectiva en 886 del comtat d'Auxerre, que havia pertangut al seu sogre. S'atribuí igualment el càrrec d'abat laic de Saint-Germain d'Auxerre.
El 898 fou autoritzat pel rei Eudes I o Odó I a fusionar els seus comtats i prengué el títol de marquès (marchio), (898- 918), i després el de duc (dux) de Borgonya cap a 918- 921. Estengué també el seu control sobre els bisbats d'Autun, de Langres i de Troyes.

A l'assemblea de Courtenot el 901, Ricard actuà com a vertader sobirà de Borgonya i arreglà un conflicte entre els frares de Montiéramey i Renard comte de Bar-sur-Seine, germà de Manassès II de Chalon. A partir d'aquesta data, Ricard ocupà la primera plaça al consell del rei i prengué el títol de marquès de Borgonya. En 918 prengué el títol de duc de Borgonya,

### Mort
Va morir a Auxerre. el 921. Sobre el seu llit de mort, el bisbe el va exhortar a demanar perdó a Déu per haver vessat tanta sang humana, i Ricard li va respondre: «quan he fet morir un bandit, he salvat la vida a la gent honrada, la mort d'un sol ha impedit als seus còmplices fer més mal».